# Pergalumna bellesii
Pergalumna bellesii är en kvalsterart som beskrevs av Pérez-Íñigo och Baggio 1997. Pergalumna bellesii ingår i släktet Pergalumna och familjen Galumnidae. Inga underarter finns listade i Catalogue of Life.